# 電車 (曲)
「電車」（でんしゃ）は、岡村孝子の楽曲。1987年7月5日発売のアルバム『liberté』の一曲、および同日発売のシングル「迷路」のカップリング曲として発表された。また、これをタイトル曲としたシングルが同年12月5日に発売された。

## 解説
この曲のオリジナルのバージョンは、アルバム『liberté』およびシングル「迷路」に収録された。この2枚は1987年7月5日に同時発売されたが、この時「電車」のPVも制作されており、PVの終盤には岡村本人の直筆メッセージを見ることができる。
同年11月25日には、『liberté』を含む3枚のアルバムから選曲されたリミックス・セレクション・アルバム『After Tone』が発売され、「電車」のリミックス・バージョンも収録された。リミックス・バージョンとオリジナルとの大きな違いは、エンディングのリピート回数である。
同年12月5日に発売されたシングルは『After Tone』からのシングルカットであり、シングルのタイトルにRemix Versionと付記されている。同じ曲が両A面になって再プレスされることはあるが、直後にカップリング曲を変えての再発売は珍しいリリース形態と言えよう。
TBS・BS-i『恋する日曜日』のエンディングテーマソングとして、シングル発売から15年近く経たのちに使用された。

## シングル
「電車 (Remix Version)」は、岡村孝子通算7枚目のシングル。1987年12月5日にファンハウス（現・ソニー・ミュージックレーベルズ）から発売された。
シングル・レコード、8センチCD、シングル・カセットの3形態がリリースされている。
カップリング曲の「リベルテ」も「電車」と同じく、オリジナルが『liberté』、リミックス・バージョンが『After Tone』に収録されており、同じくリミックス・バージョンがシングルに収録された。こちらは両バージョンの間で、エンディングのリピート回数の他にイントロのドラムスにも違いがある。

### シングル収録曲

#### シングル・レコード・8センチCD
1. 電車 (Remix Version)　（5:24）
  - 作詞・作曲: 岡村孝子 、編曲: 萩田光雄
2. リベルテ (Remix Version)　（5:07）
  - 作詞・作曲: 岡村孝子 、編曲: 田代修二

#### シングル・カセット
- A面

1. 電車 (Remix Version)
2. 電車 (Remix Version)　オリジナル・カラオケ

- B面

1. リベルテ (Remix Version)
2. リベルテ (Remix Version)　オリジナル・カラオケ

## 楽曲の収録作品
- 電車
  - liberté　（3rd アルバム）
  - 迷路
  - HISTOIRE
  - 岡村孝子ベスト SUPER BEST 2000
  - DO MY BEST
  - TOY BOX
  - T's BEST season 1
- 電車 (Remix Version)
  - After Tone
  - Ballade
- リベルテ
  - liberté
  - T's BEST season 1
- リベルテ (Remix Version)
  - After Tone